# Edward Drozd
Edward Drozd (ur. 27 października 1942 w Zboiskach, zm. 8 czerwca 2025) – polski prawnik, profesor nauk prawnych, notariusz.

## Życiorys
W 1959 ukończył Liceum Ogólnokształcące Męskie w Sanoku. W 1966 ukończył studia na Wydziale Prawa i Administracji Uniwersytetu Jagiellońskiego (uczeń prof. Kazimierza Przybyłowskiego). Stopień doktora nauk prawnych uzyskał w 1972. Habilitował się w zakresie prawa cywilnego i prawa prywatnego międzynarodowego w 1977, a tytuł naukowy profesora otrzymał w 1989. Członek Kolegium Redakcyjnego miesięcznika „Rejent”.
Profesor w Katedrze Prawa Cywilnego WPiA UJ. Członek Komisji Prawniczej Polskiej Akademii Umiejętności.
Pochowany 11 czerwca 2025 na cmentarzu parafialnym w Zboiskach.

## Ważniejsze prace naukowe
- Przeniesienie własności nieruchomości (1974)
- Nabycie i utrata praw rzeczowych na rzeczy ruchomej w prawie prywatnym międzynarodowym (1977)
- Wspólność majątku spadkowego (1984)
- Odpowiedzialność za długi spadku (1984)
- Ochrona dziedziczenia (1984)
- System prawa cywilnego, t. IV (1985, współautor)
- Gospodarka gruntami i wywłaszczanie nieruchomości. Komentarz (1995, współautor)
- Hipoteka w praktyce, Poznań-Kluczbork (1995, współautor, ISBN 83-902241-1-9)
- Prawo cywilne. Część ogólna, System prawa prywatnego, T. 2 (Warszawa 2002, współautor, ISBN 83-7247-153-3)